# Merrillan
Merrillan é uma vila localizada no estado norte-americano de Wisconsin, no Condado de Jackson.

## Demografia
Segundo o censo norte-americano de 2000, a sua população era de 585 habitantes.
Em 2006, foi estimada uma população de 576, um decréscimo de 9 (-1.5%).

## Geografia
De acordo com o United States Census Bureau tem uma área de
3,5 km², dos quais 3,3 km² cobertos por terra e 0,2 km² cobertos por água. Merrillan localiza-se a aproximadamente 284 m acima do nível do mar.

## Localidades na vizinhança
O diagrama seguinte representa as localidades num raio de 24 km ao redor de Merrillan.